# 東布蘭奇鎮區 (堪薩斯州馬里昂縣)
東布蘭奇鎮區（英語：East Branch Township）為美國堪薩斯州馬里昂縣轄下的鎮區。2010年美国人口普查中此鎮區人口有178人。

## 地理
東布蘭奇鎮區涵蓋總面積為91.6平方（35.37平方英里），其中陸地面積為91.5平方（35.34平方英里），水域面積為0.078平方（0.03平方英里）或0.08%。海拔高度1,535（5,036英尺）。

## 人口統計
根據2010年美國人口普查，東布蘭奇鎮區人口有178人，其中男性有88人，女性有90人，人口密度為每平方公里1.94人，住房計82戶。鎮區內的白人有173人，非裔美國人有1人，美洲原住民有1人，亞裔美國人有1人，太平洋島裔美國人有0人，其他種族有0人，混血種族則有2人。此外鎮區內有0人為西班牙裔或拉丁裔美國人。此鎮區之年齡中位數為52.0歲，而男性年齡中位數為53.0歲，女性年齡中位數為51.0歲。

## 交通

### 主要公路
- 50號美國國道